# Giunta regionale del Piemonte
La Giunta regionale del Piemonte è l'organo esecutivo della Regione Piemonte con sede a Torino. 
L'attuale Giunta, composta dalla coalizione di centro-destra, è stata nominata il 26 giugno 2024 dal Presidente Alberto Cirio.

## Composizione

### XII legislatura (2024-)

#### Giunta Cirio II
| Componente        | Partito | Partito           | Carica                     | Competenze | Provincia   |
| ----------------- | ------- | ----------------- | -------------------------- | --- | ----------- |
| Alberto Cirio     |         | Forza Italia      | Presidente                 | Coordinamento politiche regionali, legalità, diritti Pnrr, fondi europei e rapporti con le istituzioni Ue Rapporti con la Conferenza Stato-Regioni Affari internazionali Comunicazione, Grandi eventi Benessere animale                                             | Cuneo       |
| Elena Chiorino    |         | Fratelli d’Italia | Vicepresidente e assessore | Istruzione, Merito e Diritto allo studio universitario Lavoro, Formazione professionale e Welfare aziendale Rapporti con le società a partecipazione regionale | Biella      |
| Paolo Bongioanni  |         | Fratelli d'Italia | Assessore                  | Commercio Agricoltura e cibo Parchi, Caccia e pesca, Peste suina | Cuneo       |
| Enrico Bussalino  |         | Lega              | Assessore                  | Autonomia Sicurezza e Polizia locale Immigrazione Logistica e infrastrutture strategiche Enti locali | Alessandria |
| Marina Chiarelli  |         | Fratelli d'Italia | Assessore                  | Turismo Cultura Sport e post olimpico Pari opportunità e Politiche giovanili | Novara      |
| Marco Gabusi      |         | Forza Italia      | Assessore                  | Trasporti e infrastrutture Opere pubbliche e Difesa del suolo Protezione civile e Gestione dell’emergenza profughi | Asti        |
| Marco Gallo       |         | Cirio Presidente  | Assessore                  | Sviluppo e promozione della montagna, aree interne e Gal Sistema neve Tutela delle aree protette (foreste, parchi, aree Unesco, Sic e Rete Natura 2000) Attività estrattive Programmazione territoriale, paesaggistica ed urbanistica Biodiversità e tartuficoltura | Cuneo       |
| Matteo Marnati    |         | Lega              | Assessore                  | Ambiente, Intelligenza artificiale, Energia Coordinamento del Tavolo permanente regionale per l'emergenza alla siccità Innovazione, ricerca e connessi rapporti con Atenei e Centri di Ricerca pubblici e privati Servizi digitali per cittadini e imprese          | Novara      |
| Maurizio Marrone  |         | Fratelli d’Italia | Assessore                  | Politiche sociali e dell’integrazione socio-sanitaria Emigrazione e cooperazione decentrata e internazionale Usura e beni confiscati Politiche della casa, delle famiglie e dei bambini                                                                             | Torino      |
| Federico Riboldi  |         | Fratelli d'Italia | Assessore                  | Sanità Livelli essenziali di assistenza Prevenzione e sicurezza sanitaria Edilizia sanitaria | Alessandria |
| Andrea Tronzano   |         | Forza Italia      | Assessore                  | Bilancio, finanze e programmazione economica e finanziaria Sviluppo delle attività produttive: industria, artigianato, Pmi e imprese cooperative Internazionalizzazione e attrazione investimenti                                                                   | Torino      |
| Gian Luca Vignale |         | Cirio Presidente  | Assessore                  | Personale, Organizzazione e Patrimonio Affari legali e contenzioso Rapporti con il Consiglio regionale Delegificazione e semplificazione dei percorsi amministrativi, Fondi di Sviluppo e Coesione                                                                  | Torino      |

Sottosegretari alla presidenza
Secondo la normativa regionale vigente, agiscono nell'ambito delle deleghe di competenza della presidenza.
| Componente         | Partito | Partito      | Competenze | Provincia |
| ------------------ | ------- | ------------ | ---------- | --------- |
| Claudia Porchietto |         | Forza Italia | -          | Torino    |
| Alberto Preioni    |         | Lega         | -          | VCO       |

### XI legislatura (2019-2024)

#### Giunta Cirio I
| Componente       | Partito | Partito           | Carica                     | Competenze | Provincia   |
| ---------------- | ------- | ----------------- | -------------------------- | --- | ----------- |
| Alberto Cirio    |         | Forza Italia      | Presidente                 | Coordinamento delle politiche regionali, Conferenza Stato-Regioni, Coordinamento politiche e fondi europei, Rapporto con l’Unione Europea, Autonomia, Grandi eventi, Affari internazionali, Eventi olimpici | Cuneo       |
| Fabio Carosso    |         | Lega              | Vicepresidente e assessore | Urbanistica, Programmazione territoriale e paesaggistica, Sviluppo della Montagna, Foreste, Parchi, Enti locali                                                                                             | Asti        |
| Chiara Caucino   |         | Lega              | Assessore                  | Politiche della Famiglia, dei Bambini e della Casa, Sociale, Pari Opportunità | Biella      |
| Elena Chiorino   |         | Fratelli d’Italia | Assessore                  | Istruzione, Lavoro, Formazione professionale, Diritto allo Studio universitario | Biella      |
| Marco Gabusi     |         | Forza Italia      | Assessore                  | Trasporti, Infrastrutture, Opere pubbliche, Difesa del suolo, Protezione civile, Personale e organizzazione, distruzione trasporto ferroviario                                                              | Asti        |
| Luigi Icardi     |         | Lega              | Assessore                  | Sanità, Livelli essenziali di assistenza, Edilizia sanitaria | Cuneo       |
| Matteo Marnati   |         | Lega              | Assessore                  | Ambiente, Energia, Innovazione, Ricerca e connessi rapporti con Atenei e Centri di Ricerca pubblici e privati                                                                                               | Novara      |
| Vittoria Poggio  |         | Lega              | Assessore                  | Cultura, Turismo, Commercio | Alessandria |
| Marco Protopapa  |         | Lega              | Assessore                  | Agricoltura, Cibo, Caccia e Pesca | Alessandria |
| Fabrizio Ricca   |         | Lega              | Assessore                  | Internazionalizzazione, Rapporti con società a partecipazione regionale, Sicurezza, Polizia locale, Immigrazione, Cooperazione decentrata internazionale, Sport, Opere post-olimpiche, Politiche giovanili  | Torino      |
| Andrea Tronzano  |         | Forza Italia      | Assessore                  | Bilancio, Finanze, Programmazione economico-finanziaria, Patrimonio, Sviluppo delle attività produttive e delle piccole e medie imprese (Industria, Artigianato, Imprese cooperative, Attività estrattive)  | Torino      |
| Maurizio Marrone |         | Fratelli d’Italia | Assessore                  | Semplificazione, Affari legali | Torino      |